# Urxa
Urxa é um filme galego dos géneros drama e fantasia, escrito e realizado por Carlos Aurelio López Piñeiro e Alfredo García Pinal, e protagonizado por Luma Gómez no papel de Urxa.

## Elenco
- Luma Gómez como Urxa
- Raquel Lagares como Adega
- Alfonso Valenzuela como pai de Adega
- Lois Lemos como Petro Xesto
- Pancho Martínez como Serafín
- Miguel de Lira como Suso
- Manolo Bouzón como Policarpo
- Laura Ponte
- Vicente Montoto
- María Bouzas
- Blanca Cendán
- Ernesto Chao
- Antonio Lagares
- Manuel Lourenzo
- Fely Manzano

## Produção
Rodado e lançado no ano de 1989, é considerado junto com Sempre Xonxa e Continental um dos primeiros filmes de ficção na cinematografia galega.
O filme divide-se em três capítulos que narram as três histórias seguintes:
- "O medallón de Urxa" (O medalhão de Urxa)
- "O arcón de Petro Xesto" (O baú de Petro Xesto), adaptado do conto de Carlos García Reigosa: "O tesouro de Petro Xesto"
- "O ídolo de Mider", inspirado no relato de Julio Cortázar: "El ídolo de las cícladas"